# Olivia Merry
Pour les articles homonymes, voir Merry.
Olivia Merry née le 16 mars 1992 à Christchurch, est une joueuse de hockey sur gazon néo-zélandaise évoluant au poste d'attaquante au Southern Alpiners et pour l'équipe nationale néo-zélandaise,.

## Biographie
Elle a fait partie de l'équipe nationale pour concourir aux Jeux olympiques d'été de 2016 à Rio de Janeiro.

## Palmarès
- : Jeux du Commonwealth 2018
- : Coupe d'Océanie 2019
- : Coupe d'Océanie 2017
- : Jeux du Commonwealth 2014